# Галайн-Чаж
Галайн-Чаж (чечен. Галайн-Чıаж) — историческая область в высокогорной зоне Галанчожского района Чеченской Республики.

## Название и этимология
Название исторической этно-территории «Галайн-Чаж» связано с самоназванием чеченского тайпа Галай, что в переводе означает «Галайское Ущелье».